# Джиммі Таттерсолл
Джиммі Таттерсолл (англ. Jimmy Tattersall; 27 березня 1940 — 4 лютого 1997) — колишній британський тенісист.
Найвищим досягненням на турнірах Великого шолома було 3 коло в змішаному парному розряді.
Завершив кар'єру 1962 року.

## Юніорські фінали турнірів Великого шолома

### Одиночний розряд: 1
| Результат | Рік  | Турнір               | Покриття | Суперник    | Рахунок  |
| --------- | ---- | -------------------- | -------- | ----------- | -------- |
| Перемога  | 1957 | Вімблдонський турнір | Трава    | Іво Рібейро | 6–2, 6–1 |